# Ga Gimyujeong
Ga Gimyujeong (trước đây là Ga Sinnam) là ga đường sắt trên Tuyến Gyeongchun. Nó được đặt tên bởi nhà nhà văn Kim You-jeong.

## Bố trí ga
| ↑ Gangchon      |
| ４３ \| ２１ \| |
| Namchuncheon ↓  |

| １·２ | ●Tuyến Gyeongchun →ITX-Cheongchun | → Hướng đi Chuncheon →                                 |
| ３·４ | ●Tuyến Gyeongchun →ITX-Cheongchun | ← Hướng đi Cheongnyangni · Đại học Kwangwoon · Yongsan |